# Table des peuples
 (février 2014).
Si vous disposez d'ouvrages ou d'articles de référence ou si vous connaissez des sites web de qualité traitant du thème abordé ici, merci de compléter l'article en donnant les références utiles à sa vérifiabilité et en les liant à la section « Notes et références ».

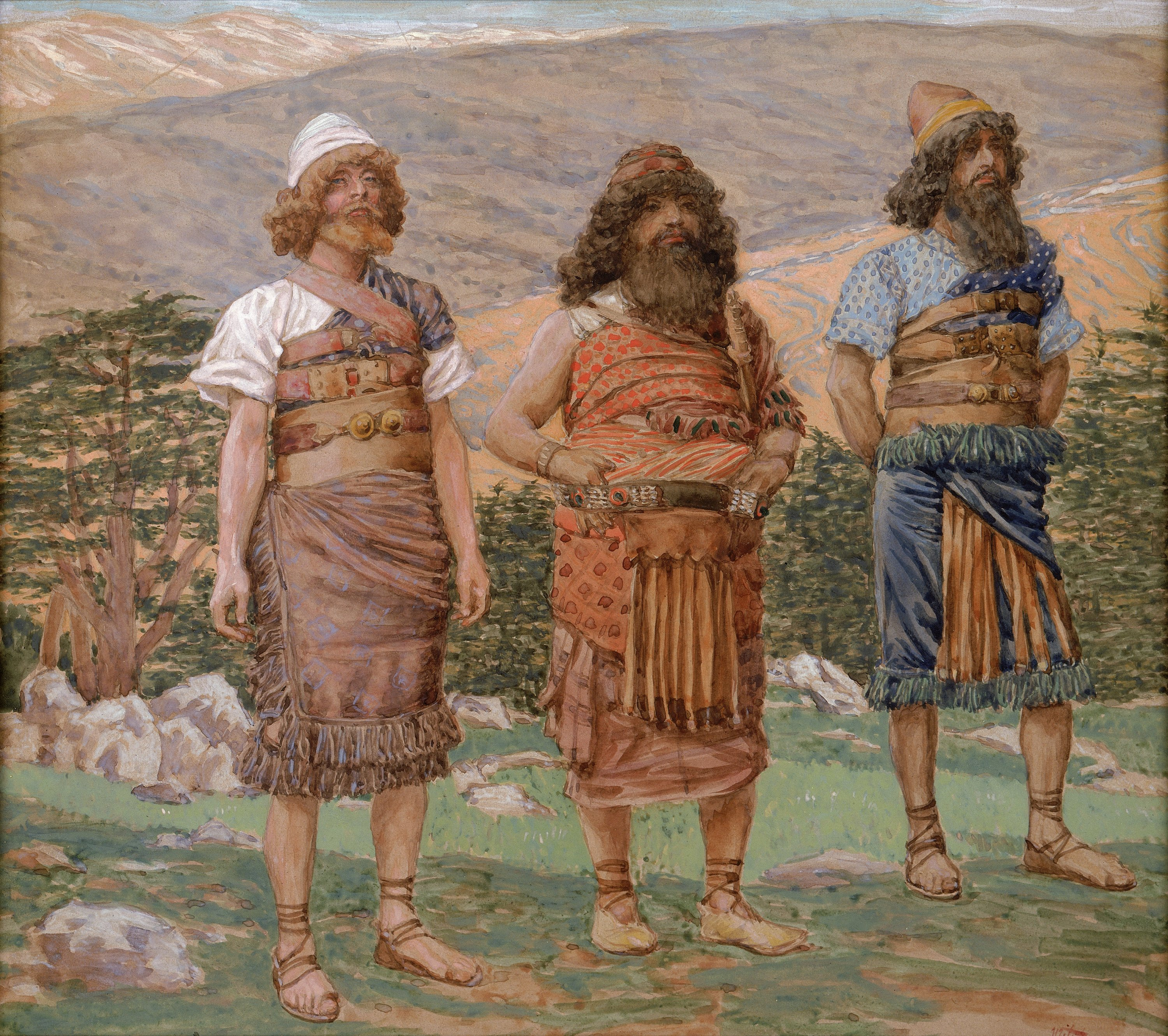
Sem, Cham et Japhet : illustration de James Tissot

La Table des peuples est l'appellation donnée à la liste des descendants du patriarche Noé qui apparaît dans la Bible hébraïque et l'Ancien Testament en Genèse 10. Elle donne une liste des peuples du Levant ancien.
La critique moderne rejette l'historicité de la Table.

## Historicité et portée

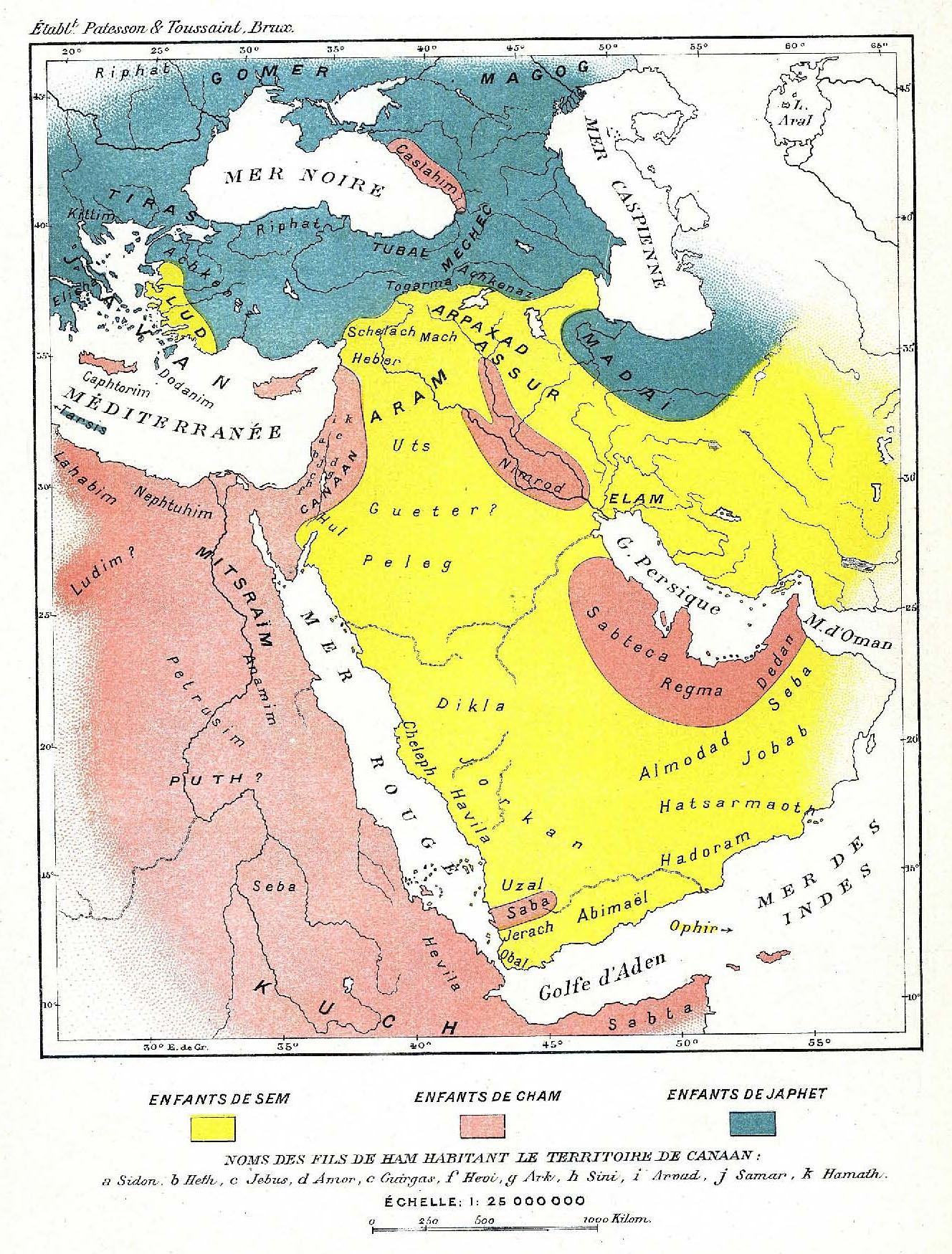
Élisée Reclus, Le Tableau des Nations, généalogie des fils de Noé et leur dispersion géographique après le déluge. Canaan. In : « L’Homme et la Terre », livre 2 : Histoire ancienne

Selon la Genèse 10, toute la population du monde descendrait des trois fils de Noé : Japhet, Sem et Cham. La malédiction de Canaan s'applique, comme beaucoup d'autres malédictions et bénédictions du Tanakh, à toute sa descendance. 
Dans la lecture littérale qui domine en Europe jusqu'au milieu du XIXe siècle, ce texte décrit des évènements réels.
La critique moderne rejette cette conception, affirmant plutôt qu'il s'agit d'une généalogie visant à expliquer les relations entre différents groupes du Proche-Orient ancien, peut-être réaménagée au moment de la rédaction définitive du texte, vers le VIIe siècle av. J.-C. Des débats ont toujours lieu à propos de sa fiabilité et du nombre de peuples qu'elle recouvre.

## Présentation

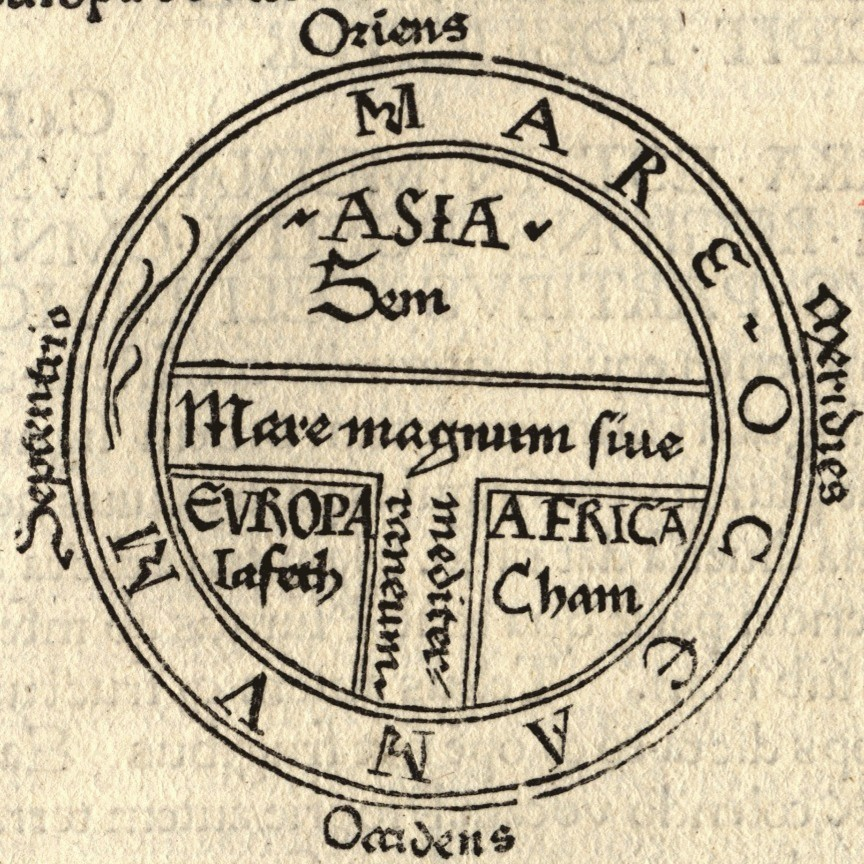
Carte en T symbolisant le monde connu à travers une croix inscrite dans un cercle. Elle représente la géographie conformément à l'iconographie chrétienne et identifie les peuples des trois continents connus aux descendants de Sem, Cham et Japhet.

La Table des peuples commence par une liste des descendants directs de Noé. Les noms de ces personnages éponymes ou de leurs enfants ont une signification en hébreu et en arabe :
- Cham (Kam, Hém ou Ham) serait le père des Hamites et des Cananéens. Ham ( חם en hébreu, حام en arabe) signifie « chaud »[1]. Le terme chamitique est utilisé par les linguistes pour désigner la famille de langues parlées à l'ouest de la péninsule arabique[2].
- Sem (Sam ou Sém) serait le père des peuples sémites. Shem (שם en hébreu) ou Sem (سام en arabe) signifie « nom » ou « renom », « prospérité »[3].
- Japhet serait le père des peuples d'Eurasie japhétique, Japhet (יפת en hébreu) signifiant « ouvert »[4]. Japhet serait le père des Européens, bien que l'adjectif « japhétique » ait parfois été utilisé comme synonyme de « caucasien ». Le même terme a également été utilisé par d'anciens linguistes (notamment Jacob et Wilhelm Grimm, Rasmus Christian Rask et William Jones) pour désigner ce que l'on appelle aujourd'hui les langues indo-européennes.

La Table présente ensuite plus en détail leurs descendants respectifs :
- Fils de Japhet (Japhétites) :
  - Gomère (ancêtre des Gaulois selon Flavius Joseph[5])
    - Ashkenaz (ancêtre des Saxons et Scandinaves, mais non mentionnés dans la Table), de
    - Riphath (ancêtre des Paphlagoniens)
    - Togarma (ancêtre des Tokhariens et Arméniens).

  - Magog, ancêtre des Scythes.
  - Madaï, ancêtre des Iraniens et Mèdes.
  - Yavane, ancêtre des Grecs et des Latins.
  - Toubal[6], ancêtre des peuples ibériques.
  - Mèshek, ancêtre des Rus' et des Slaves.
  - Tirass, ancêtre des Thraces et des Tyrséniens.
- Fils de Cham (Hamites) :
  - Koush, ancêtre des Couchites et des Éthiopiens.
  - Misraïm, ancêtre des Égyptiens.
  - Pout, qui selon les versions donne son nom au Pays de Pount ou à la Libye (Septante).
  - Canaan, qui donne son nom au Pays de Canaan, correspondant à l'Israël et au Liban actuels. Il est notamment père de Tsidone, fondateur de la ville de Sidon, de Het, l'ancêtre des Héthéens, des Jébuséens, des Amorrites, des Hivites et des Arqites, habitants de Tell Arqa.
- Fils de Sem (Sémites) :
  - Elam, père de la civilisation homonyme dans la vallée de l'Indus.
  - Ashshur, ancêtre des Assyriens[7].
  - Arpakshad, père des chaldéens, et des Hébreux.
    - Houd
      - Qahtan, ancêtre des Arabes du sud
      - Abraham, ancêtre des Hébreux et des Arabes du nord

  - Lud (en), père des Lydiens
  - Aram (en), père des Araméens.

## Dans l'historiographie

### Flavius Josèphe
Dans ses Antiquités judaïques, l'historien du Ier siècle Flavius Josèphe est parmi les premiers à essayer d'identifier les peuples présentés dans la Table des peuples aux ethnies connues de son époque. Ses conjectures, qui servent de base à de nombreux auteurs postérieurs, reposent sur les noms qu'auraient eus ces divers peuples avant que ceux donnés par les Grecs ne les remplacent.
Voici quelques-unes des relations qu'il établit :
- Gomère : « ceux que maintenant les Grecs nomment Galatiens, mais étaient autrefois nommés Gomérites ».
  - Rifath : Paphlagoniens.
  - Togarma : Phrygiens.
- Magog : Scythes.
- Yavane : Ioniens et Grecs.
  - Tarsis : Ciliciens.
  - Kittim : habitants de Citium.
- Toubal : Ibères.
- Mèschek : habitants de la Cappadoce.
- Tirâs : Thraces.
- Koush : Couchites et Éthiopiens.
- Misraïm : Égyptiens.
- Pout : Libyens.
- Canaan : Judéens (il associe également le nom de plusieurs de ses fils à certaines villes de Judée).
- Élam : Perses.
- Ashshur : Assyriens.
- Arpakshad : Chaldéens. Il est également le grand-père d'Eber, que Josèphe identifie aux Juifs hébreux.
- Aram : Syriens.
  - Guèthèr : habitants de Bactriane.

### Hippolyte de Rome
Dans ses chroniques écrites vers 234 et diffusées en un grand nombre de copies grecques et latines, Hippolyte de Rome tente lui aussi d'attribuer les nations mentionnées dans Genèse 10 à des peuples connus. Il rejoint en grande partie Josèphe mais diverge sur certains points, notamment :
- Gomère : Cappadoce.
  - Ashkenaz : Sarmates.
  - Togarma : Arméniens.
  - Magog : Celtes.
- Misraïm
  - Anamim : Pamphylieens.
  - Pathrusim : Lyciens.
  - Caphtorim : Ciliciens.
- Pout : Troglodytes.
- Canaan : Phéniciens et Carthaginois.
  - Arqite : Tripoli.

Le Chronographe de 354, le Panarion, la Chronicon Paschale, l'Histoire de l'Albanie de l'historien arménien Movsès Kaghankatvatsi et le Synopsis historiarum de Jean Skylitzès suivent les indications d'Hippolyte de Rome.

### Jérôme de Stridon
Autour de 390, Jérôme de Stridon donne une version actualisée des identifications de Josèphe dans son Quaestiones hebraicae in Genesin. Sa liste diffère en quelques point notables. Il met notamment en relation Guèthèr, fils d'Aram, avec les Acarnaniens et les habitants de Carie.

### Isidore de Séville
Dans ses Etymologiae rédigées vers l'an 600, Isidore de Séville reprend le travail de Jérôme mais avec quelques modifications mineures :
- Yoqtân, fils d'Eber : Indiens ;
- Shèlef, fils de Yogtân : Bactriens ;
- Magog, fils de Japhet : Scythes et Goths ;
- Ashkenaz, fils de Gomère : Sarmates.

Cette interprétation est reprise dans l'Historia Brittonum attribuée à Nennius, ainsi que par de nombreux autres érudits du Moyen Âge.

## Doublons

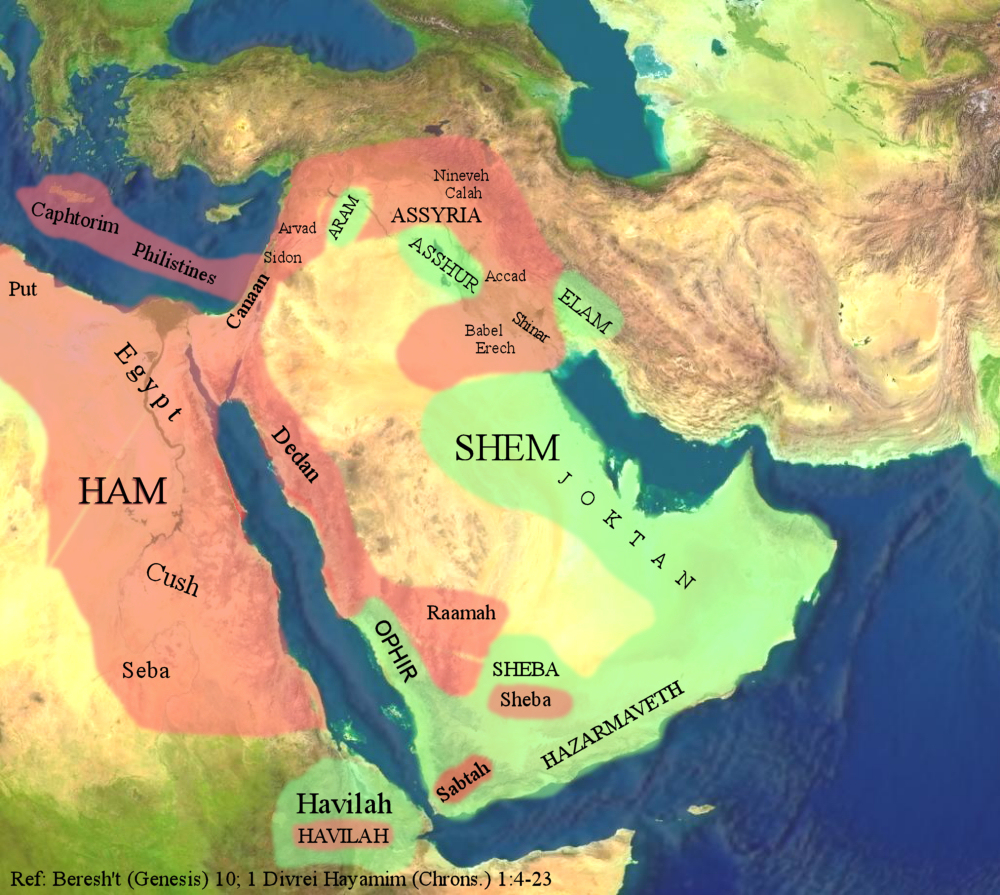
Le Proche-Orient ancien vu par les anciens Israëlites ; la Table des peuples reconstituée d'après l'hypothèse documentaire.

La table présentée dans Genèse 10 expose plusieurs doublons apparents, en particulier deux lignées distinctes, l'une descendant de Ham via Koush et l'autre de Sem via Yoktan, correspondant à des groupes ethniques de la région du Yémen et ses environs. Ainsi par exemple, les habitants de Saba semblent mentionnés dans les deux lignées, avec les noms similaires de Séva et Saba.
Selon l'hypothèse documentaire, ces doublons sont des éléments attestant de l'existence de multiples auteurs et de plusieurs sources du texte biblique ayant coexisté, rédigées à des époques différentes et donc dans des contextes ethnologiques différents, avant d'être réunies dans une version plus finalisée et proche de celle qui est aujourd'hui connue.

## Fils de Noé non mentionnés dans la Bible

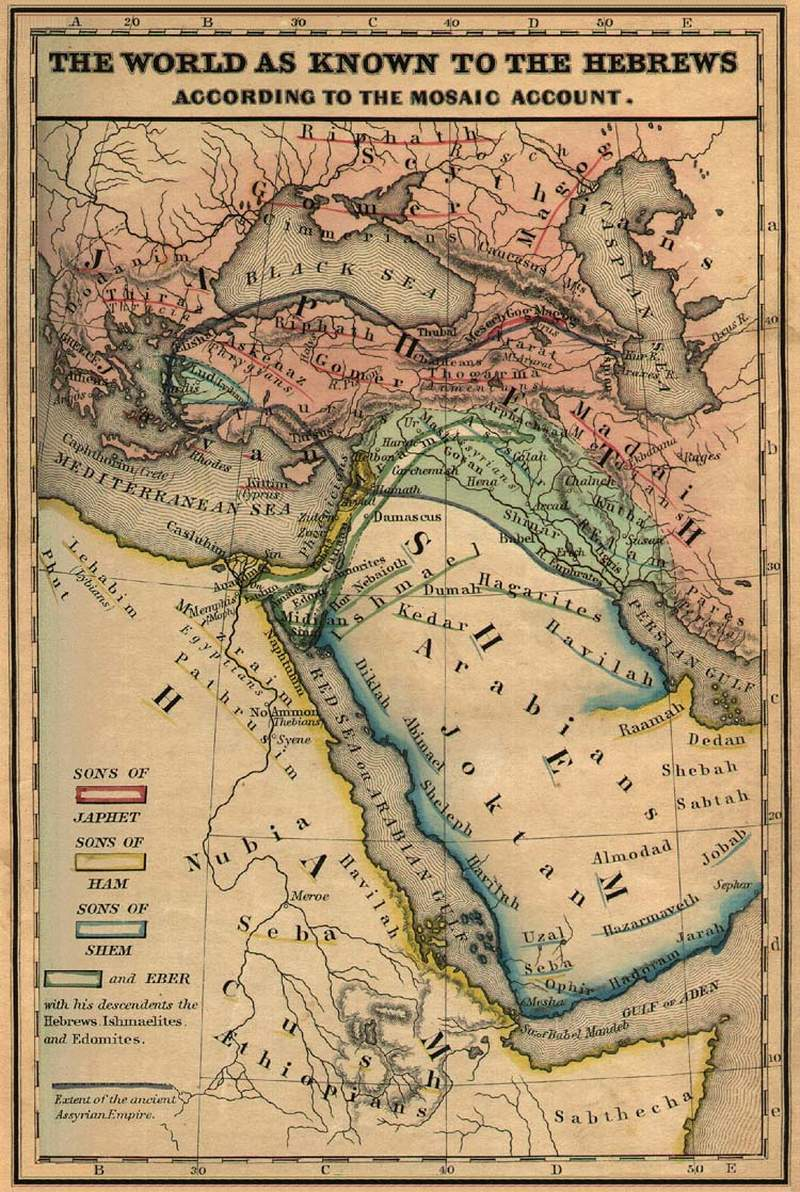
Le monde tel qu'il était connu par les Hébreux (carte de 1854).

Diverses traditions extrabibliques affirment que Noé eut d'autres enfants que les trois mentionnés, selon les cas avant, après ou même pendant le Déluge.
Selon le Coran (Houd, v. 42-43), Noé eut un fils (dont le nom n'est pas mentionné) qui refusa de monter dans l'Arche, et préféra grimper en haut d'une montagne, où il périt noyé. Certains commentateurs islamiques le nomment Kan'an ou Yam.
Dans la mythologie celtique irlandaise, Noé avait un fils nommé Bith, à qui on ne permit pas de monter dans l'Arche, et qui essaya de coloniser l'Irlande avec 54 autres personnes, mais fut également emporté par le Déluge. En fait, Bith est le « temps-vécu » de même que le survivant du Déluge Fintan fils d'Océan est un feu divin réfugié sur Tul Tuinde le « Mont de la vague ». Les rédacteurs du Lebor Gabala Erenn ou Livre des Prises de l'Irlande se sont trouvés devant la tâche délicate de concilier l'historiographie nouvelle avec leurs traditions nationales, encore vivantes. Les conceptions indigènes ont été conservées, ou évhémérisées, ou transcrites en généalogies. Dans le monde brittonique, la théorie « troyenne » a permis de conserver des traditions indigènes.        
Au IXe siècle, des manuscrits de la Chronique anglo-saxonne soutiennent que Sceaf était le quatrième fils de Noé, né à bord de l'Arche, et qui serait l'ancêtre de Wessex ; selon la version de cette généalogie proposée par Guillaume de Malmesbury vers 1120, Sceaf est présenté comme un descendant de Strephius, qui serait lui-même le quatrième fils né dans l'Arche.
Dans la littérature de Clément Ier figure un livre des premiers temps de l'islam connu sous le nom de Kitab al-Magall ou Livre des Rouleaux, qui mentionne un quatrième fils de Noé nommé Bouniter, né après le Déluge et à qui sont attribuées l'invention de l'astronomie et la transmission de son savoir à Nimrod. Des variantes de ce récit, proposant des noms similaires pour le quatrième fils de Noé, se retrouvent également dans une œuvre guèze du Ve siècle intitulée Conflit d'Adam et Ève avec Satan, dans le livre syriaque du VIe siècle Caverne des trésors et l'Apocalypse du pseudo-Méthode du siècle suivant, le Livre de l'abeille également syriaque (début du XIIIe siècle), la Chronique de Jerahmeel hébreu (XIIe-XIVe s.), ainsi que dans la littérature apocryphe arménienne.
Martin d'Opava (vers 1250), des versions postérieures de Mirabilia Urbis Romae et le Chronicon Bohemorum de Giovanni di Marignola (1355) font de la divinité romaine Janus le quatrième fils de Noé. Il se serait rendu en Italie, aurait inventé l'astrologie, puis aurait instruit Nemrod.
Selon le moine Annius de Viterbe (1498), l'écrivain babylonien Bérose mentionne 30 fils de Noé nés après le Déluge, incluant notamment Tuiscon, Prométhée, Japet, Macrus, 16 titans, Cranus, Granaus, Océan et Tipheus. Sont également mentionnées des filles de Noé nommées Araxa la Grande, Regina, Pandore, Crana et Thétis. Cependant, le manuscrit d'Annius de Viterbe est aujourd'hui considéré comme une contrefaçon.